# Hydrodendron stechowi
Hydrodendron stechowi är en nässeldjursart som beskrevs av Hirohito 1988. Hydrodendron stechowi ingår i släktet Hydrodendron och familjen Haleciidae. Inga underarter finns listade i Catalogue of Life.